# Tour de la Bourse
Tour de la Bourse (známý také jako Tour de la place Victoria) je mrakodrap v kanadském Montréalu. Byl navržen italským architektem Luigim Morettim. Na návrhu se podílel také Pier Luigi Nervi a architektonická společnost Greenspoon, Freedlander, Dunne, Plachta & Kryton. Výstavba probíhala v letech 1962–1964 a po svém dokončení byla nejvyšší železobetonovou budovou světa až do roku 1968, než byl dokončen chicagský Lake Point Tower. Nejvyšší budovou Kanady byl do roku 1967, kdy Tour de la Bourse překonal mrakodrap Commerce Court West v Torontu. Dnes je s celkovou výškou 190 m a 47 patry 3. nejvyšší budovou Montrealu.